# مايومي واتانابي
مايومي واتانابي (باليابانية: 渡辺真弓؛ بالكانا: わたなべ まゆみ) هي عداءة سريعة يابانية، ولدت في 6 يونيو 1983 في نيغاتا في اليابان.

## وصلات خارجية
- مايومي أماجايا على موقع الاتحاد الدولي لألعاب القوى (الإنجليزية)